# ORP Grom (1936)

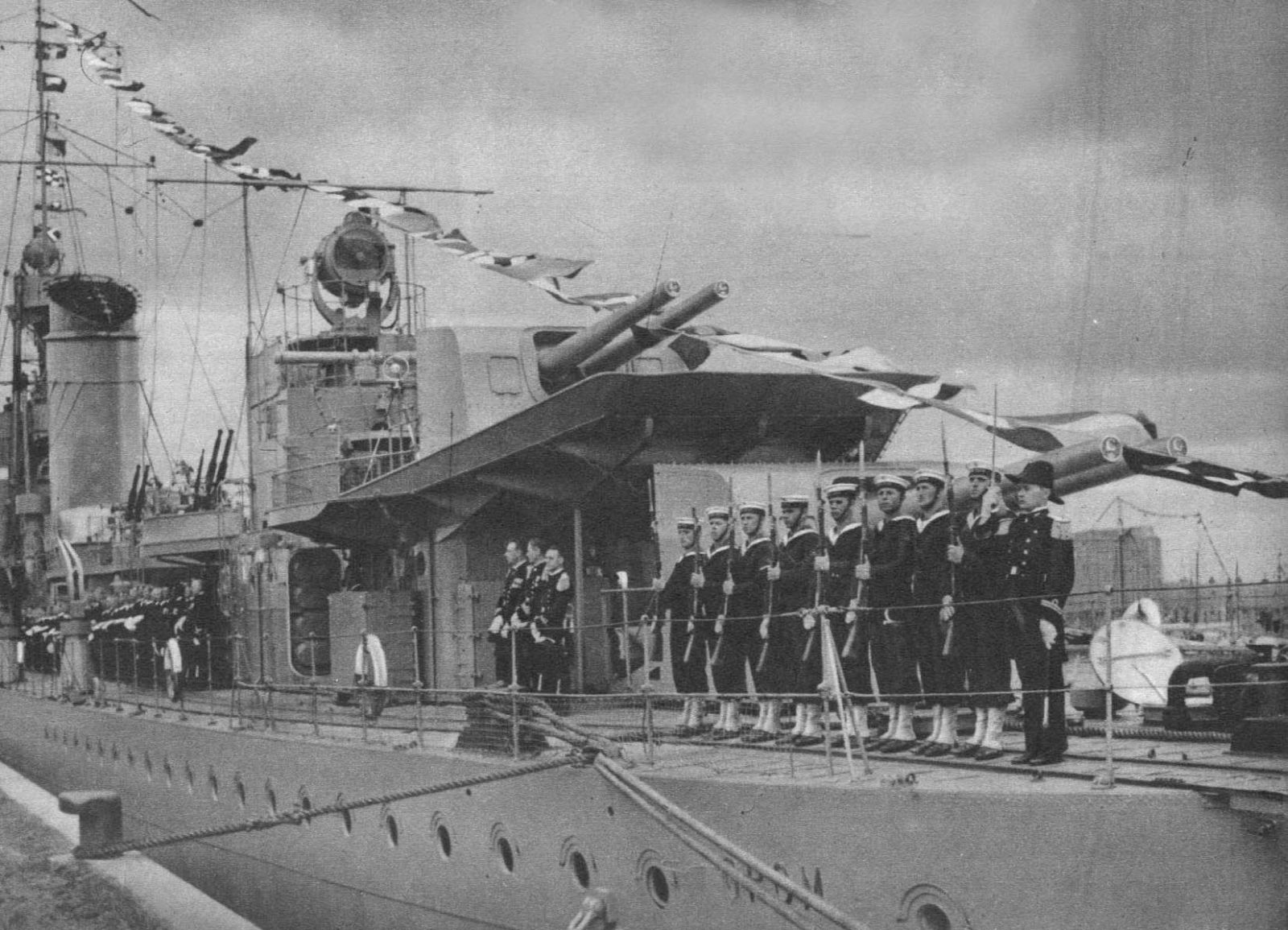
Эсминец «Гром» в день спуска на воду

ORP Grom (с пол. — «Гром») — эскадренный миноносец (по классификации ВМС Польши — противоторпедный корабль) типа «Гром», который состоял в рядах ВМС Польши в годы Второй мировой войны. Потоплен германской авиацией 4 мая 1940 года.

## История

### Строительство
Был спроектирован и построен на британской верфи «J. Samuel White & Co. Ltd.» в городе Каус, Великобритания. Строительство было начато 17 июля 1935, спуск на воду состоялся 20 июля 1936, а флаг был официально поднят 11 мая 1937. «Гром» по своим основным качествам был близок к лидеру флотилии эсминцев, составлял основное «ядро» ВМС Польши наравне с эсминцами «Блыскавица», «Вихер» и «Бужа». Базировался в Гдыне, единственном морском порте Польши. Был оснащён самым современным корабельным оружием, позволявшим эффективно бороться с неприятельскими кораблями.
Две паровые турбины Parssons и три котла позволяли развивать мощность до 54 тысяч лошадиных сил, а два винта давали скорость до 39,5 узлов, что было выше, чем у американских эсминцев типов «Фаррегат» и «Портер», британских «Трайбал» и немецких типа 1934. Но это было меньше чем «Ле Террибль» на 8-часовой пробе при водоизмещении 2853 т и средней мощности 86 443 л. с., который развил 42,93 узла. Хотя не было ясно, мог ли этот эсминец сопровождать конвои, шедшие из Гдыни в Констанцу, он потенциально мог участвовать в разнообразных боевых операциях, масштаб которых выходил за пределы Балтики. «Гром» проходил 3500 морских миль со скоростью 15 узлов.

### Военная служба
30 августа 1939 года польскими ВМС в составе кораблей «Блыскавица», «Бужа» и «Гром» была начата операция «Пекин», согласно которой требовалось вывести весь состав ВМС Польши из Гдыни в территориальные воды Великобритании, чтобы впоследствии сопровождать успешно конвои в Польшу. 1 сентября 1939 года польские корабли встретились с британскими эсминцами «Уондерер» и «Уоллес», которые сопроводили польские корабли до шотландского порта Лейт, а ночью все три эсминца Польши перебрались в Росайт. Никаких конвоев из Великобритании, однако, так и не было отправлено, поскольку войска Польши не могли организовать успешное сопротивление немцам, поэтому польские корабли чаще участвовали в морских операциях союзников.
В ходе норвежской кампании Вермахта «Гром» часто обстреливал территории вокруг Нарвика, что приводило немцев в смятение. По их воспоминаниям, польский корабль часто назывался «большим польским эсминцем», «проклятым поляком», «ловцом душ человеческих» и «польским дьяволом». «Гром» наносил артиллерийские удары с большого расстояния, и чаще он дислоцировался во фьорде Ромбаккен, южнее которого проходила железная дорога, по которой поставлялись припасы в город.

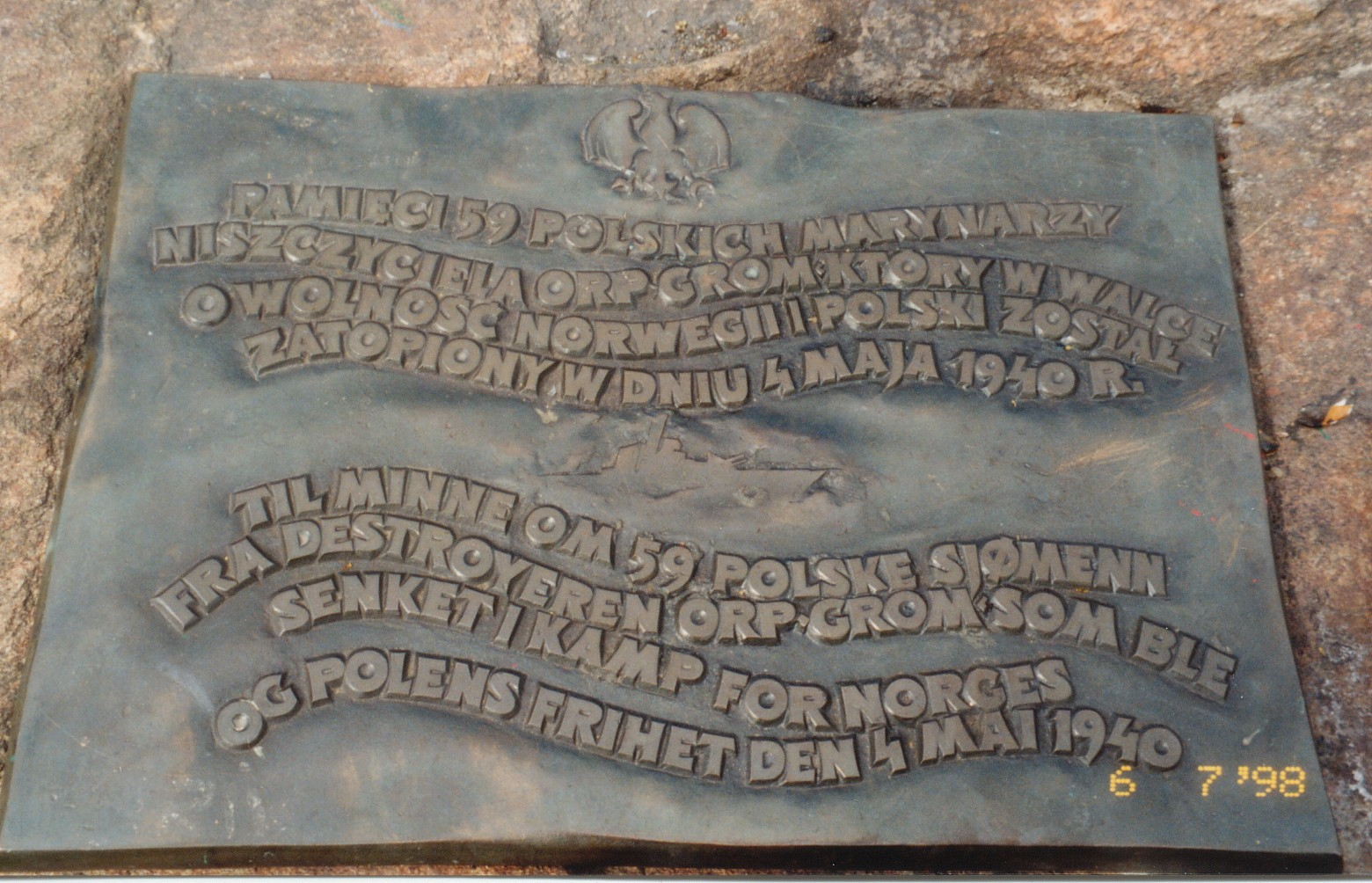
Памятная табличка в Нарвике

4 мая 1940 «Гром» готовился выйти на свой боевой пост. Сменялась вахта, когда капитан 3-го ранга Александр Гулевич, наблюдая в дальномер за небом, сообщил: 
«Самолёт над нами, 5400 метров»
 Спустя несколько секунд он воскликнул:
«Бросает бомбу!».
 За штурвалом «Хенкеля» He-111 находился капитан Герд Кортальс. Самолёт сбросил шесть бомб, две из которых попали в цель: первая угодила в машинный отдел и взорвалась, разрушив борта корпуса и образовав пробоины длиной 20 метров. Вторая угодила в самую середину эсминца. По воспоминания Кароля Визнера, свидетеля трагедии:

"Вдруг произошёл взрыв, бомба попала в соседнее помещение. Я почувствовал мощный толчок, который выбросил меня за борт. Я не потерял сознание, я слышал крики раненных, чувствовал дым. Я хотел встать, но не смог двинуться. В другом помещении был боцман Йозеф Драг, которому оторвало стопу. Я кричал о помощи. Я уже чувствовал, что корабль тонет, и вода вливалась в каюту. Крыша наклонилась в сторону, и это помогло нам выбраться, поскольку корабль словно сбросил нас. Йозеф Драг, хотя бы сам тяжело ранен, вытащил меня на край шлюпки. Мы были в воде, и я там потерял сознание
".
Бомба угодила в склад боеприпасов, где хранились торпеды. Произошёл взрыв одной из торпед, который и уничтожил весь корабль. Судно затонуло в течение трёх минут. Погибло 59 членов экипажа: офицер, 25 младших офицеров и 33 матроса. Те, кто выжил, попытались выбраться на берег, но по ним оттуда открыли огонь немцы. Немногие из польских моряков спаслись и были подобраны британским эсминцем «Бедуин».
6 октября 1986 на глубине 105 м водолазы обнаружили затонувшее судно и впервые проникли на его борт. В августе 2010 года группа водолазов из Польши и Швеции обследовала затонувшее судно. Исследование снималось профессиональными операторами, и кадры из хроники использовались позднее для документального фильма. Водолазам запретили трогать или подбирать что-либо.

### Данные
- Запас топлива: 130 т (нормальный), 350 т (максимальный)
- Позывные: «G», «H 71»